# Сен-Боэс
Сен-Боэ́с (фр. Saint-Boès) — коммуна во Франции, находится в регионе Аквитания. Департамент — Атлантические Пиренеи. Входит в состав кантона Ортез и Тер-де-Гав и дю Сель. Округ коммуны — По.
Код INSEE коммуны — 64471.

## География

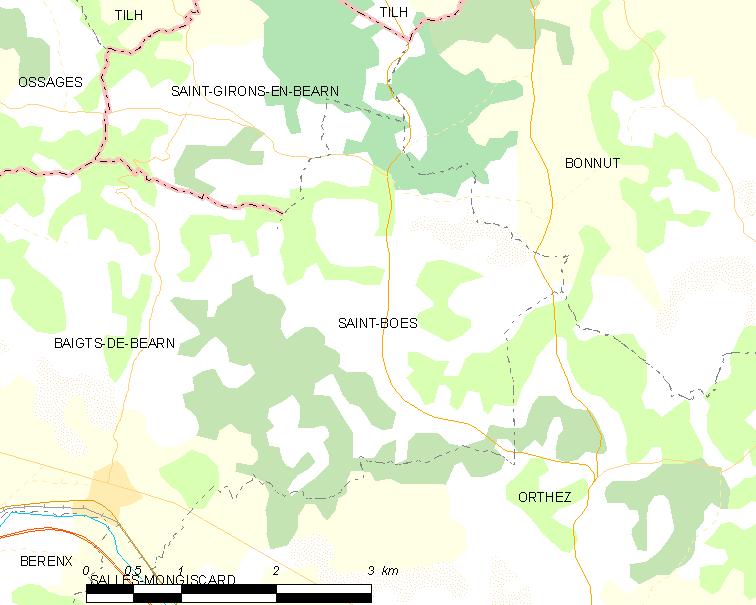
Карта коммуны

Коммуна расположена приблизительно в 640 км к югу от Парижа, в 150 км южнее Бордо, в 45 км к северо-западу от По.

### Климат
Климат тёплый океанический. Зима мягкая, средняя температура января — от +5°С до +13°С, температуры ниже −10 °C бывают редко. Снег выпадает около 15 дней в году с ноября по апрель. Максимальная температура летом порядка 20-30 °C, выше 35 °C бывает очень редко. Количество осадков высокое, порядка 1100 мм в год. Характерна безветренная погода, сильные ветры очень редки.

## Население
Население коммуны на 2010 год составляло 365 человек.
| 1962 | 1968 | 1975 | 1982 | 1990 | 1999 | 2010 |
| ---- | ---- | ---- | ---- | ---- | ---- | ---- |
| 302  | 303  | 310  | 345  | 343  | 366  | 365  |

## Администрация
| Период | Период | Фамилия      | Партия | Примечания |
| ------ | ------ | ------------ | ------ | ---------- |
| 1947   | 1983   | Андре Лаборд |        |            |
| 1983   | 2008   | Жан Баке     |        |            |
| 2008   | 2014   | Жорж Дюкас   |        |            |
| 2014   | 2020   | Жан Лабаст   |        |            |

## Экономика
В 2010 году среди 240 человек трудоспособного возраста (15-64 лет) 184 были экономически активными, 56 — неактивными (показатель активности — 76,7 %, в 1999 году было 73,3 %). Из 184 активных жителей работали 164 человека (87 мужчин и 77 женщин), безработных было 20 (12 мужчин и 8 женщин). Среди 56 неактивных 15 человек были учениками или студентами, 29 — пенсионерами, 12 были неактивными по другим причинам.